# Aeroportul Municipal Keokuk
Aeroportul Municipal Keokuk (IATA: EOK, ICAO: KEOK, FAA LID: EOK) este un aeroport din Iowa, Statele Unite ale Americii ce deservește zona Keokuk⁠(d). Aeroportul a fost tranzitat în 2019 de 18 pasageri. A fost numit după zona deservită.
Situat la o altitudine de 205 m, aeroportul dispune de 2 piste.

## Infrastructură

### Piste
Aeroportul dispune de 2 piste. Pista 08/26 are suprafața de beton și dimensiunile 5.500 picioare × 100 picioare. Pista 14/32 are suprafața de beton și dimensiunile 3.576 picioare × 100 picioare. 